# Theobald al II-lea de Spoleto
Theobald al II-lea (n. 923/925 – d. iulie 957/961) a fost duce franc de Spoleto și margraf de Camerino începând din anul 953.
Theobald era fiul ducelui Bonifaciu al II-lea de Spoleto cu Waldrada. Pe soția sa o chema tot Waldrada și a avut cu aceasta un fiu, Adalbert, devenit conte de Bologna, și posibil o fiică, Willa, soția lui Tedald de Canossa.
În 959, Berengar și Guy de Ivrea au condus o expediție împotriva lui Theobald, pe care l-au înfrânt, cucerind atât Spoleto cât și Camerino.